# 增色效应
增色效应溶液或物质由于其分子结构变化引起对某一特定波长光的吸收增加的现象称为增色效应。
雙股DNA转变为單股DNA的过程是增色效应的例子；雙股DNA有堆叠的氢键底层；使结构稳定，但不能自由吸光；因此吸光少。單股DNA因底层不形成氢键，结构变得不甚稳定，因此能自由多吸光。
使从增色DNA变为减色DNA的方法有：加温退火处理；加减色剂和增加PH水准。
加温处理DNA时，监测光的吸收是重要的；由于DNA熔解温度（Tm）几乎在某一温度瞬间发生，监视不同温度的光吸收可以指示DNA熔解温度。由于能找出熔解和退火的温度，科学家可分离雙股DNA，并用雙股DNA退火。这是重要的；为了获得混合的DNA，就得从不同来源含有二种双键DNA，进行退火。出现混合DNA，说明不同有机物基团间的类似性。